# Nazionale maschile di rugby a 15 della Repubblica Dominicana
La nazionale di rugby XV della Repubblica Dominicana rappresenta la Repubblica Dominicana nel rugby a 15 in ambito internazionale.